# Asura ochreomaculata
Asura ochreomaculata là một loài bướm đêm thuộc phân họ Arctiinae, họ Erebidae.